# Ralph R. Proctor
Ralph Roscoe Proctor  (* 16. Dezember 1894 in Grayslake; † 12. Oktober 1962) war ein US-amerikanischer Bauingenieur, bekannt als Erfinder des Proctor-Versuchs.

## Leben
Proctor war nach zwei Jahren Studium des Bauingenieurwesens an der University of Southern California in Los Angeles ab 1916 bei der kalifornischen Wasserversorgungsbehörde BWWS (Los Angeles Bureau of Water Works and Supply, unter William Mulholland und Harvey van Norman), wo er den Rest seiner Karriere als Ingenieur blieb, wobei er meist auf Baustellen eingesetzt war und so eine große Erfahrung in vielfältigsten Grundbauaufgaben erwarb, insbesondere beim Dammbau.  Er war am Bau der St.-Francis-Talsperre beteiligt und an der Untersuchung von deren Versagen.
Beim Bau des Bouquet Canyon Damms 1932 bis 1934 entwickelte er den nach ihm benannten Proctor-Versuch, um den (für Stabilität und gewünschte Wasserdurchlässigkeit) optimalen Wassergehalt für die für den Dammbau verwendeten verdichteten Erdmassen zu ermitteln. Dabei entdeckte er quantitativ, dass bei festgelegter Verdichtungsenergie und Maßen der Bodenprobe bei einem bestimmten Wassergehalt eine maximale Trockendichte erreicht wurde. Er veröffentlichte den Test 1933 und er erwies sich besonders im Straßenbau als sehr nützlich.
Er war Fellow der American Society of Civil Engineers (ASCE).